# Smith Mountain Lake
Smith Mountain Lake est un grand lac réservoir situé dans la région de Roanoke en Virginie. Le barrage est édifié sur le Roanoke au niveau de la gorge de Smith Mountain. Le lac de retenue s'étend sur les comtés de Franklin, de Pittsylvania et de Bedford. Sa superficie est de 83 km2 et développe plus de 200 km de côtes.

## Présentation
Conçu dès la fin des années 1920 pour produire de l'électricité, sa construction a commencé en 1960 et achevé en 1963.